# Mychajło Minczakewycz
Mychajło Minczakewycz (Michał Minczakiewicz, ur. 1808 w Bereźnicy Wyżnej – zm. 3 grudnia 1879, przypuszczalnie w Lesku) – ksiądz greckokatolicki, spiskowiec galicyjski.
Urodził się w rodzinie księdza greckokatolickiego. Ukończył gimnazjum w Samborze. Podczas nauki w seminarium został członkiem znanego później koła samokształceniowego „Ruska Trójca". Napisał wiele wierszy o przeszłości Ukrainy, które w 1836 znalazły się w  almanachu  "Rusałka Dnistrowaja". Almanach ten zapoczątkował nowoczesną literaturę ukraińską.
Podczas studiów w seminarium był pierwszym z Ukraińców przyjętym do Związku Przyjaciół Ludu.  Pociągnął on do Związku innych kleryków. Wyświęcony w 1835. W 1840 Minczakiewicz, za przynależność do Związku Przyjaciół  Ludu i Stowarzyszenia Ludu Polskiego, znalazł się w więzieniu w Spielbergu, skąd wyszedł w 1843.
W latach 1835–1836 był administratorem parafii w Zahoczewiu, następnie w latach 1836-1838 administratorem parafii w Lisku. Po wyjściu z więzienia osiadł na  probostwie w Bóbrce.

## Literatura
- Ryszard Sadaj - "Kto był kim w Galicji", Kraków 1993, ISBN 83-7081-089-6
- Dmytro Błażejowski - "Historical sematism of the Eparchy of Peremysl including the Apostolic Administration of Lemkivscyna (1828-1939)", Lwów 1995